# Rhododendron xiguense
Rhododendron xiguense är en ljungväxtart som beskrevs av Ren Chang Ching och H.P. Yang. Rhododendron xiguense ingår i släktet rododendron, och familjen ljungväxter. Inga underarter finns listade i Catalogue of Life.